# Inselberg

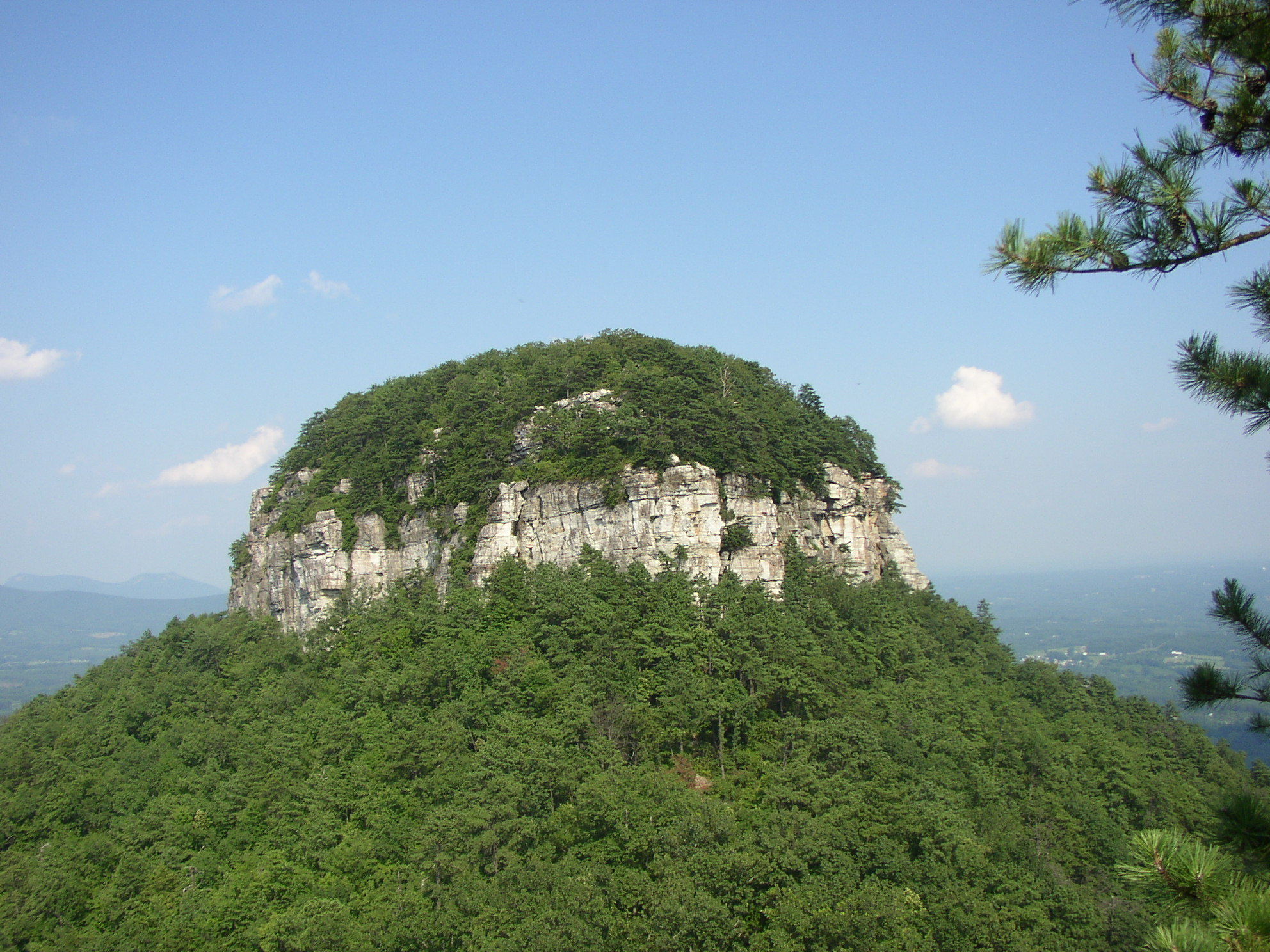
De Pilot Mountain in North Carolina.

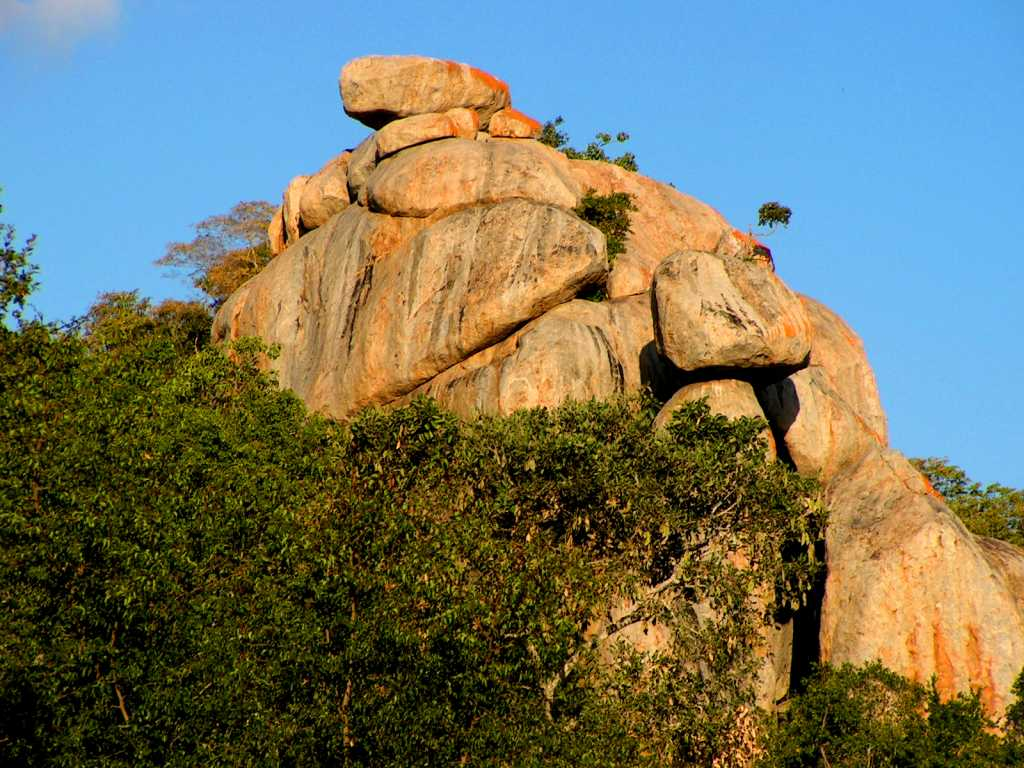
Kopje in Serengeti National Park in Tanzania

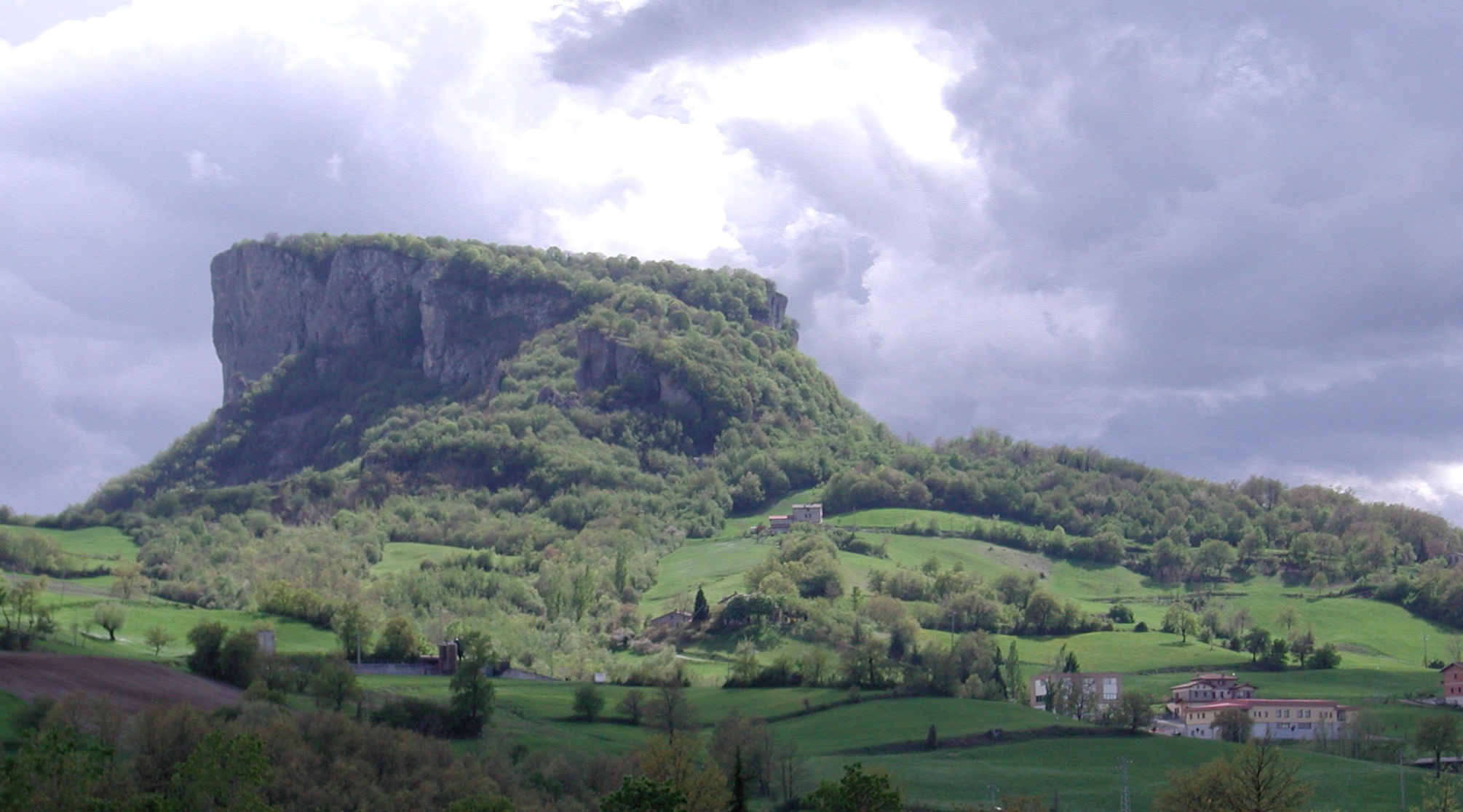
De Pietra di Bismantova in de Apennijnen in Italië.

Een inselberg of eilandberg is een geïsoleerde rotsheuvel, kop, richel of kleine berg die plotseling oprijst uit een licht hellend of nagenoeg gelijk niveau van de omliggende vlakte. 
In zuidelijk en zuidcentraal Afrika staat een vergelijkbare formatie van graniet bekend als een koppie, een Afrikaans woord afgeleid van het Nederlandse woord kopje.
Indien de inselberg koepelvormig is en gevormd uit graniet-gneis, kan het ook een bornhardt genoemd worden.

## Definitie
Het woord inselberg is Duits voor "eilandberg"; de naam is oorspronkelijk bedacht door geoloog Wilhelm Bornhardt (1864-1946) in 1900 om de overvloed aan dergelijke kenmerken gevonden in zuidelijk Afrika te beschrijven. Op dat moment wordt de term alleen toegepast op dorre landschapselementen. Sindsdien is echter de term inselberg gebruikt om een bredere geografie en bereik van rotselementen te beschrijven, wat leidt tot verwarring over de precieze definitie van de term. In een studie uit 1973 naar het gebruik van de term ontdekte een onderzoeker dat de term voor 40% werd gebruikt voor elementen in een savanneklimaat, in droge of semi-droge klimaten 32% van de gevallen, vochtige subtropische- en arctische 12%, en 6% voor elk vochtig tropisch en mediterraan klimaat. Nog in 1972 wordt de term gedefinieerd als "steile geïsoleerde heuvels die relatief abrupt boven een licht glooiend terrein stijgen". Deze definitie omvat onder meer buttes, kegelvormige heuvels met rechtlijnige kanten doorgaans te vinden in droge regio's; regolietbedekte holle-bolle heuvels; bergtoppen boven regoliethellingen; rotskoepels met bijna verticale wanden; rotskoepels (koppies) gevormd van grote keien, maar met stevige rotskernen.

## Geologie
Vulkanische of andere processen kunnen leiden tot een rotslichaam bestand tegen erosie, in een rotslichaam van een zachter gesteente zoals kalksteen, dat meer gevoelig is voor erosie. Wanneer het minder bestendige gesteente weggeërodeerd is om een vlakte te vormen, is het meer bestendige gesteente achtergelaten als een geïsoleerde berg. De kracht van het ongeërodeerde gesteente wordt vaak toegeschreven aan de dichtheid van diens verbinding. Indien de inselberg een koepelvorm heeft en gevormd is uit graniet-gneis kan het ook een bornhardt genoemd worden.
De aanwezigheid van een inselberg is een indicatie van een nabijgelegen plateau of hoogvlakte, of de overblijfselen daarvan. Dit is vooral het geval voor inselbergen bestaande uit sedimentair gesteente, die dezelfde stratigrafische eenheden moet weergegeven voor zover deze in de buurt van het plateau is. Maar zodra ze zijn blootgesteld, worden de inselbergen vernietigd door marginale ineenstortingen van gezamenlijke blokken en bladerende plakken. Dit proces laat tors achter op hun toppen en nadien een heling omzoomd door residu, dat bekendstaat als een kasteel-kopje.

## Ecologie
De kopjes van oostelijk Afrika zijn vaak een toevluchtsoord voor het leven in de Serengeti in Tanzania en Kenia. Waar de bodem te dun is of te hard is om bomenleven mogelijk te laten zijn in grote gebieden, kan de bodem bij kopjes dicht begroeid zijn met bomen, terwijl het omliggende land alleen kort gras bevat. Gaten in het rotsoppervlak zorgen voor de opvang van regenwater. Veel dieren hebben zich aangepast aan het gebruik van kopjes, dit zijn leeuwen, klipdasachtigen en een overvloed aan vogels en reptielen.

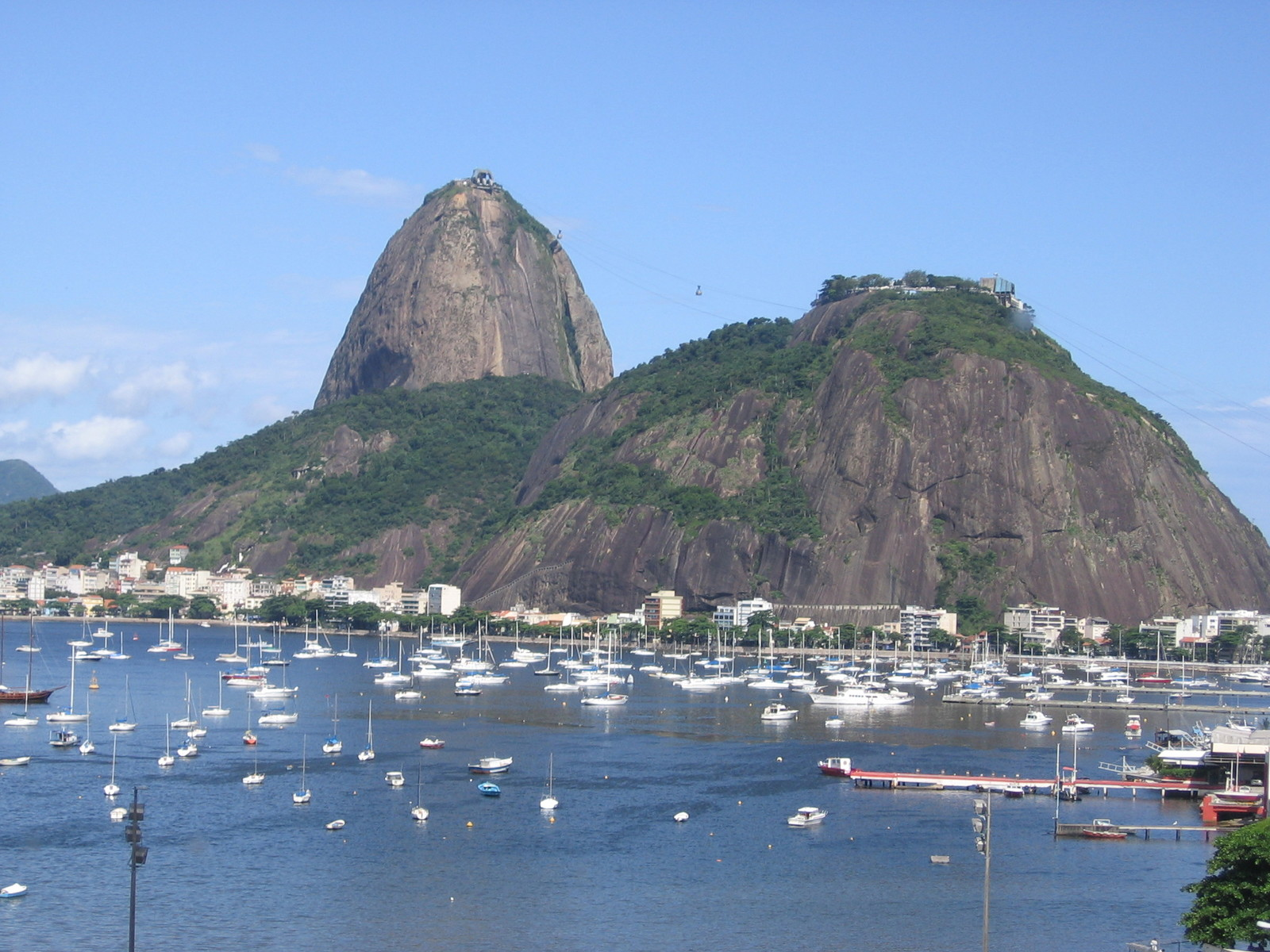
De granieten gneiskoepel van de Suikerbroodberg, Rio de Janeiro
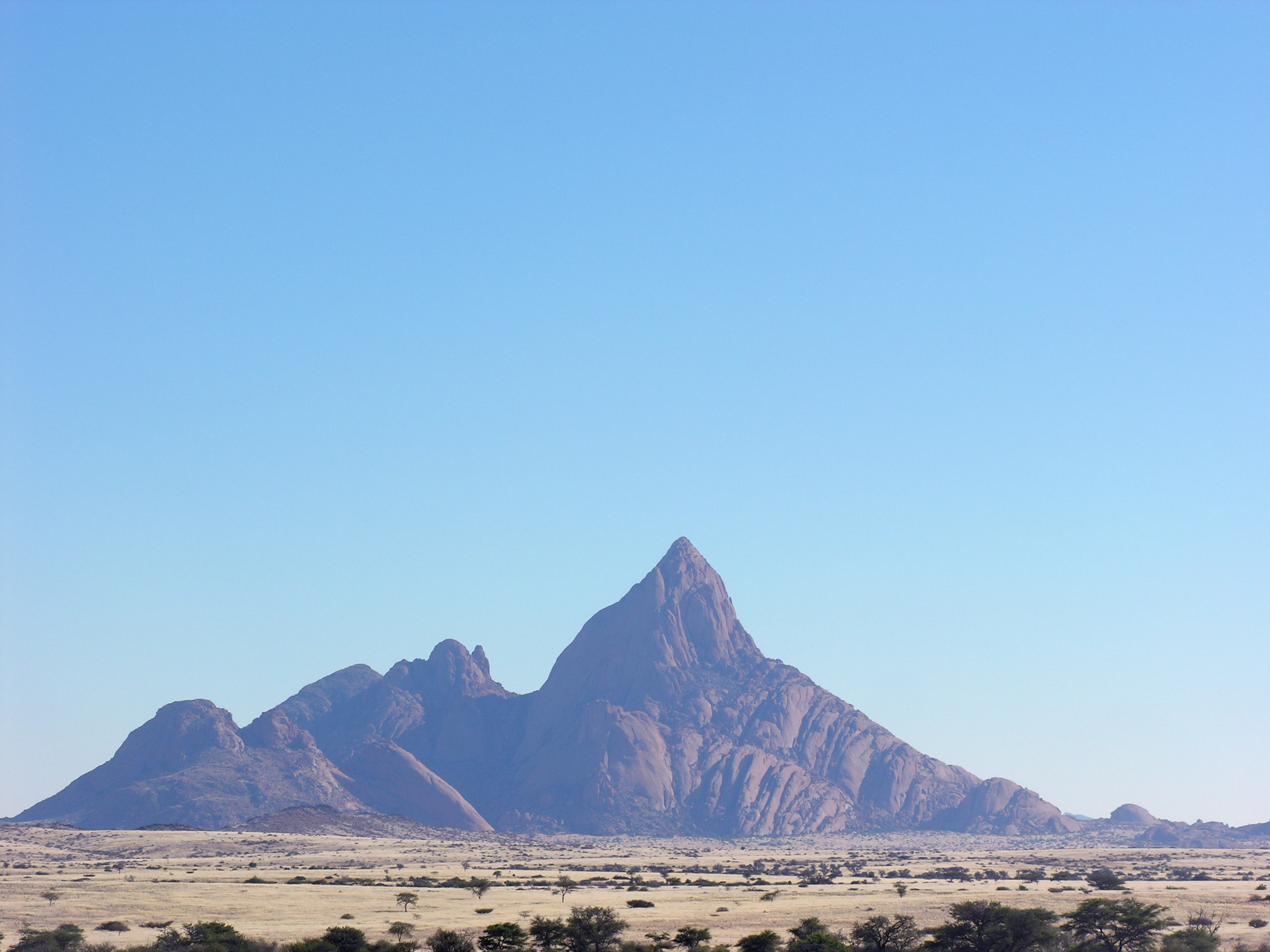
De granieten Spitzkoppe van Namibië, gevormd door riften en magmatisme in het vroege Krijt
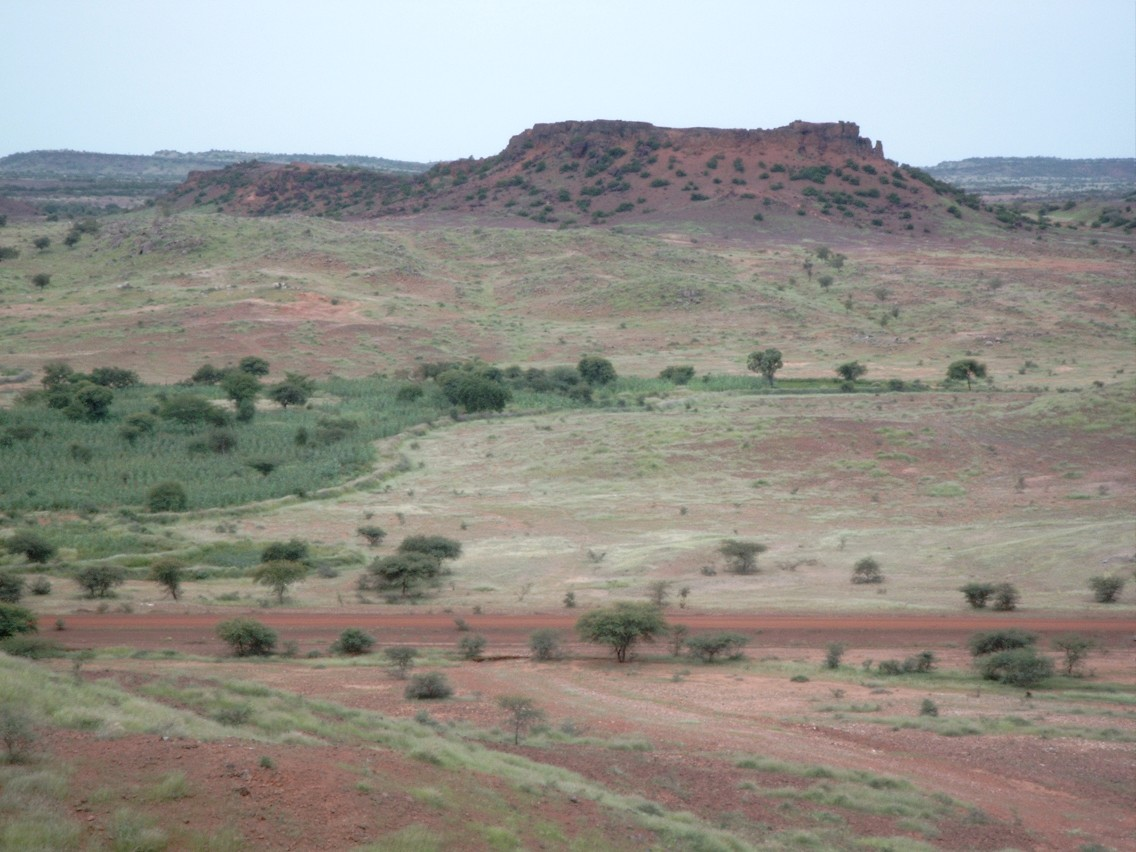
Een duricruste inselberg nabij Dori in Burkina Faso
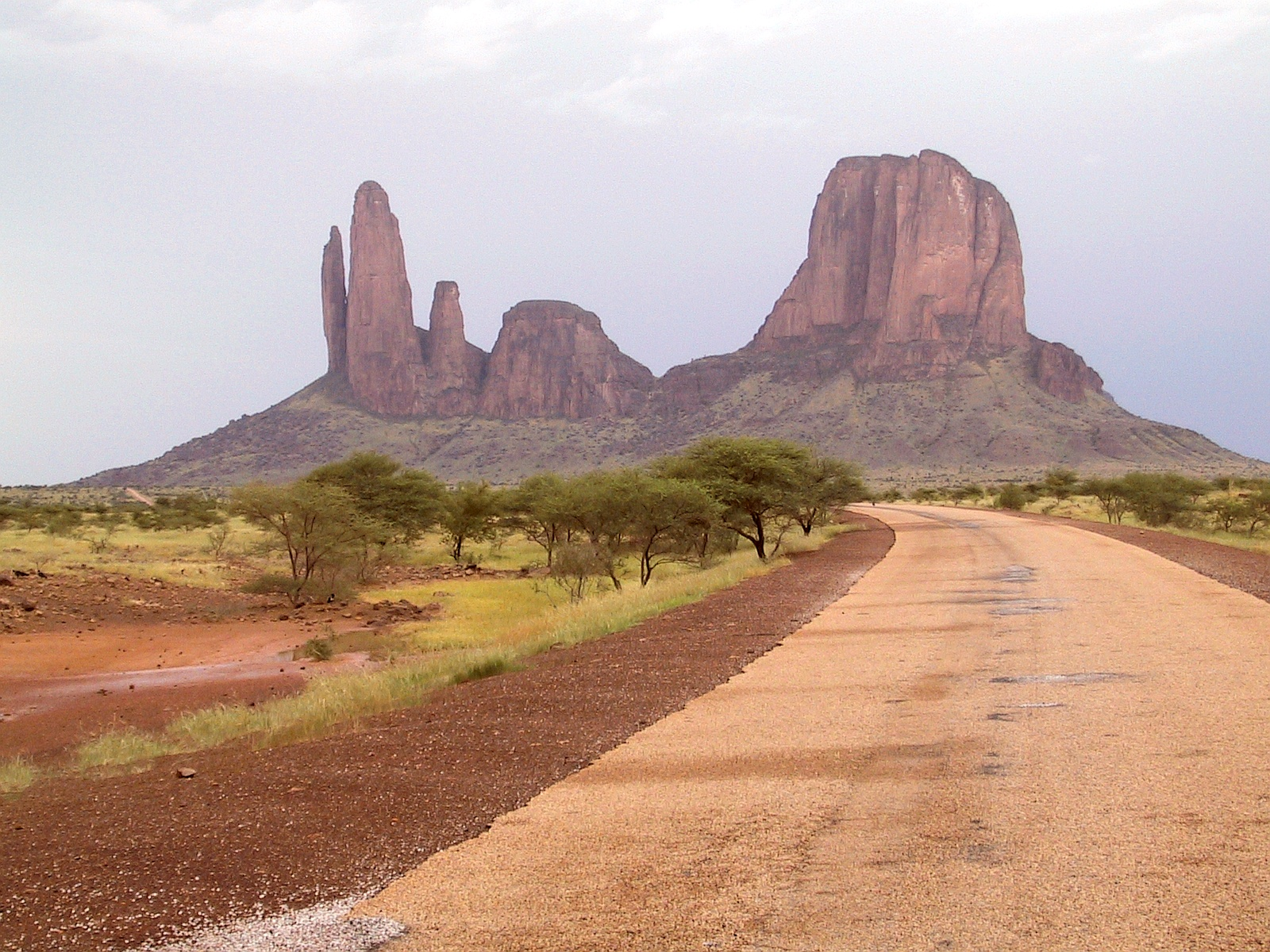
De hand van Fatima bij Hombori (Mali)